# Tell It Like It Is
Pour l'album de George Benson, voir Tell It Like It Is (album).
Pour les articles homonymes, voir Tell It Like It Is (homonymie).
Singles de Aaron Neville
Reality
(1962) She Took You for a Ride
(1967)
Tell It Like It Is est une chanson de rhythm and blues/soul écrite et composée par George Davis et Lee Diamond et interprétée par le chanteur américain Aaron Neville. Sortie en single le 9 novembre 1966, elle est tirée de l'album du même titre.
Elle se classe 2e du Billboard Hot 100 et en tête du Billboard Rhythm and Blues Singles (l'actuel Hot R&B/Hip-Hop Songs) aux États-Unis.
Devenue un classique du genre, elle a fait l'objet de nombreuses reprises.

## Distinctions
La chanson reçoit un Grammy Hall of Fame Award en 2015.
Elle fait partie des 500 plus grandes chansons de tous les temps selon le magazine Rolling Stone.

## Reprises
Plusieurs artistes ont repris le titre avec succès, comme le groupe de rock américain Heart dont la version, extraite de l'album Greatest Hits Live en 1980 est un tube aux États-Unis, au Canada et en Nouvelle-Zélande. L'interprétation de Billy Joe Royal en 1989 a les honneurs des hit-parades de musique country américains et canadiens, tandis que la même année, la reprise de Don Johnson rencontre le succès en Europe.
Parmi d'autres interprètes, on peut citer Otis Redding en duo avec Carla Thomas, Percy Sledge, Don Johnson, Paul Anka, Etta James, Nina Simone, Mick Hucknall...  
La chanson a été adaptée en français plusieurs fois : en 1968 sous le titre A quoi bon pleurer par Gilles Brown et enregistrée par un groupe nommé Les Gendarmes, en 1989, sous le titre Prête-moi ton amour par Philippe Manœuvre et chanté par Grégory Ken, puis en 1990 sous le titre Dis-toi que ça existe par Eddy Mitchell qu'il interprète en duo avec The Neville Brothers sur l'album live Eddy Mitchell au Casino de Paris,.

## Classements hebdomadaires
| Classement (1966-1967)                | Meilleure position |
| ------------------------------------- | ------------------ |
| États-Unis (Billboard Hot 100)        | 2                  |
| États-Unis (Rhythm and Blues Singles) | 1                  |
| Pays-Bas (Nederlandse Top 40)         | 36                 |

| Classement (1980-1981)         | Meilleure position |
| ------------------------------ | ------------------ |
| Australie (ARIA Charts)        | 51                 |
| Canada (RPM Top Singles)       | 4                  |
| États-Unis (Billboard Hot 100) | 8                  |
| Nouvelle-Zélande (RMNZ)        | 4                  |

| Classement (1989)              | Meilleure position |
| ------------------------------ | ------------------ |
| Canada (Country Singles)       | 2                  |
| États-Unis (Hot Country Songs) | 2                  |

| Classement (1989)                      | Meilleure position |
| -------------------------------------- | ------------------ |
| Allemagne (GfK Entertainment)          | 2                  |
| Autriche (Ö3 Austria Top 40)           | 13                 |
| Belgique (Flandre Ultratop 50 Singles) | 2                  |
| France (SNEP)                          | 6                  |
| Pays-Bas (Nederlandse Top 40)          | 6                  |
| Pays-Bas (Single Top 100)              | 6                  |
| Royaume-Uni (UK Singles Chart)         | 84                 |
| Suisse (Schweizer Hitparade)           | 6                  |

## Dans la culture populaire
La chanson est présente dans le film américain Une affaire de détails (2021).